# 野田阪神站
34°41′39″N 135°28′29″E / 34.6942884°N 135.4748237°E
野田阪神站（日语：／ Nodahanshin eki */?）是位於日本大阪市福島區大開，屬於大阪市高速電氣軌道（大阪地下鐵）千日前線的車站。本站是千日前線的起點站，車站編號為S11。

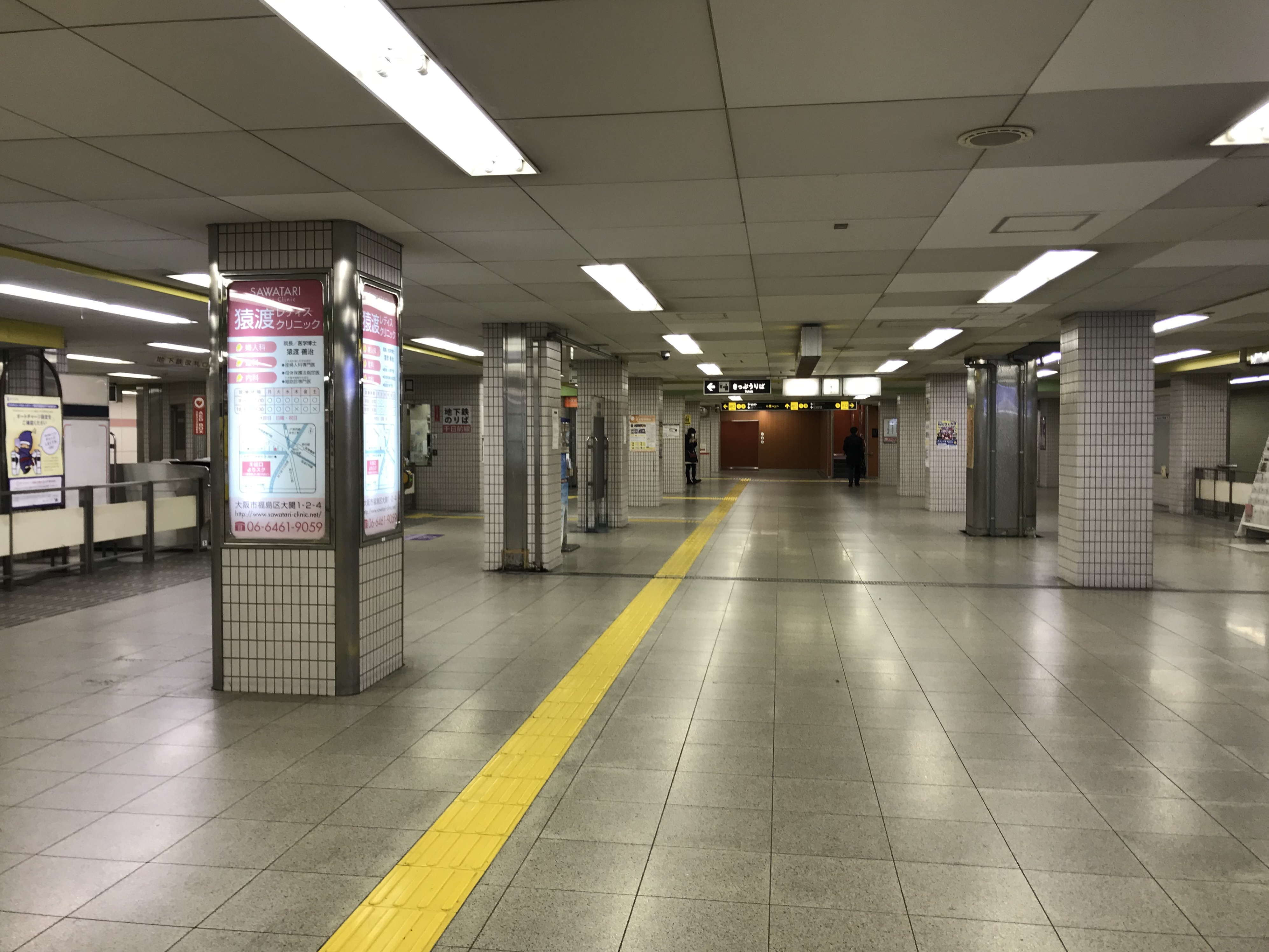
車站大廳(2019年2月)

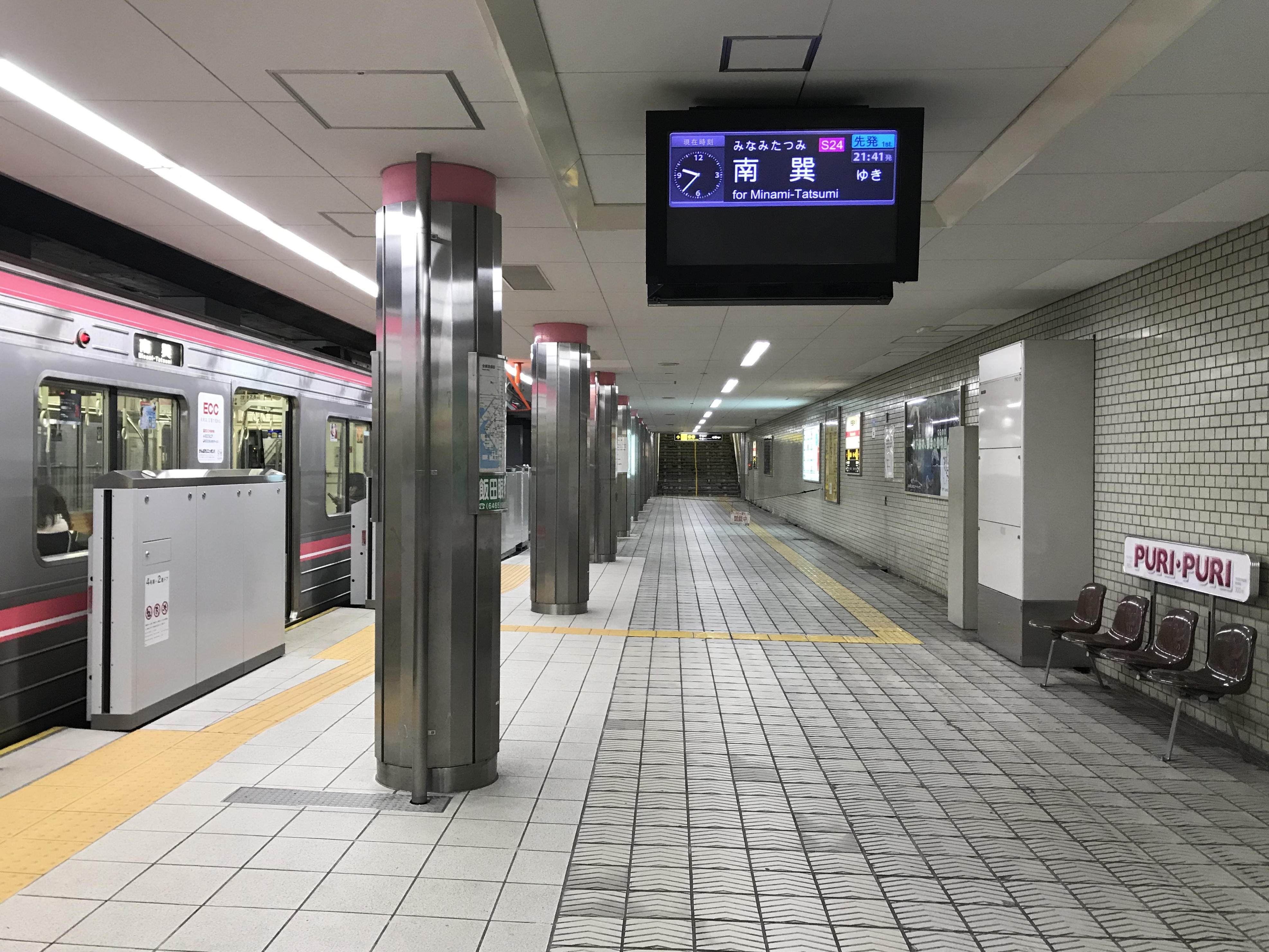
月台(2019年2月)

## 停靠路線
- 阪神電氣鐵道 - 野田站（○HS 03）
  - 本線[1]
- 西日本旅客鐵道 - 海老江站
  -  JR東西線

不能轉乘大阪環狀線野田站，可在鄰站玉川站轉乘。

## 車站構造
本站為側式月台2面2線的地下車站。地下一樓為車站大廳，地下二樓則為月台。站內共有3個剪票口，分别是北剪票口、中東剪票口和南剪票口。地面上則共設7個出入口。

### 月台配置
| 月台 | 路線     | 目的地               |
| ---- | -------- | -------------------- |
| 1    | 千日前線 | 難波、鶴橋、南巽方向 |
| 2    | 千日前線 | 下车專用             |

## 利用狀況
2018年11月13日1日上下車人次為25,859人（上車人次：13,338人，下車人次：12,521人）。
| 年度   | 調查日   | 上車人次 | 下車人次 | 上下車人次 |
| ------ | -------- | -------- | -------- | ---------- |
| 1985年 | 11月12日 | 12,344   | 11,347   | 23,691     |
| 1987年 | 11月10日 | 13,300   | 12,367   | 25,667     |
| 1990年 | 11月06日 | 14,117   | 12,526   | 26,643     |
| 1995年 | 02月15日 | 13,292   | 12,071   | 25,363     |
| 1998年 | 11月10日 | 14,848   | 13,621   | 28,469     |
| 2007年 | 11月13日 | 13,470   | 13,001   | 26,471     |
| 2008年 | 11月11日 | 16,047   | 15,004   | 31,051     |
| 2009年 | 11月10日 | 13,470   | 13,001   | 26,471     |
| 2010年 | 11月09日 | 13,095   | 12,526   | 25,621     |
| 2011年 | 11月08日 | 13,234   | 12,559   | 25,793     |
| 2012年 | 11月13日 | 13,281   | 12,771   | 26,052     |
| 2013年 | 11月19日 | 13,314   | 12,492   | 25,806     |
| 2014年 | 11月11日 | 13,142   | 12,413   | 25,555     |
| 2015年 | 11月17日 | 13,118   | 12,597   | 25,715     |
| 2016年 | 11月08日 | 12,906   | 12,255   | 25,161     |
| 2017年 | 11月14日 | 13,272   | 12,574   | 25,486     |
| 2018年 | 11月13日 | 13,338   | 12,521   | 25,859     |

## 歴史
- 1969年4月16日 - 5號線（現在稱為千日前線）延線，本站到櫻川站開通。
- 2014年12月 - 月台幕門正式投入服務。[4]

## 周邊設施

### 金融機構
- 三井住友銀行 西野田支店
- 瑞穗銀行 西野田支店
- 三菱東京UFJ銀行 野田支店
- 里索那銀行 野田支店

### 其它
- 野田阪神WISTE百货公司（日语：ウイステ）
- 大阪福島郵便局
- 永旺百貨 野田阪神店
- 國道2號[5]

## 相鄰車站
大阪市高速電氣軌道（大阪地下鐵）
 千日前線
野田阪神（S11）－玉川（S12）

## 外部連結
- 車站Guide：野田阪神 - Osaka Metro